# Dahira uljanae
Dahira uljanae là một loài bướm đêm thuộc họ Sphingidae. Loài này có ở Trung Quốc.
Chiều dài cánh trước vào khoảng 28 mm. Nó giống với loài Dahira taiwana nhưng cánh trước dài hơn.